# رابرت بنت (ورزشکار)
رابرت بنت (انگلیسی: Robert Bennett; ۹ اوت ۱۹۱۹ – ۱۳ دسامبر ۱۹۷۴) پرتاب‌گر چکش اهل ایالات متحده آمریکا بود.